# Castello Aragonese (Ortona)
Das Castello Aragonese  ist eine Niederungsburg am Stadtrand von Ortona in der Provinz Chieti mit Blick auf das Meer.

## Geschichte
Der erste Bau stammt aus dem Jahre 1492. Die Aragonier ließen ihn auf den alten Gemäuern der Familie Caldora aus dem 14. Jahrhundert errichten. Diese Anlage stammt jedoch aus der Angevin-Zeit im 13. Jahrhundert. Nach denselben Theorien soll Jacopo Caldora eine vorhergehende Burg erweitern haben lassen. Im 15. Jahrhundert wurde die bereits existierende Burg durch einige Anbauten erweitert und teilweise umgebaut.
Die Burg behielt ihre Funktion als Verteidigungsbauwerk bis ins 17. Jahrhundert, dann kaufte die Familie Baglioni sie als Familiensitz. Man ließ einen Adelspalast innerhalb der Mauern errichten, der im 19. Jahrhundert verfiel. Von da ab diente die Burg als Schreibstube und Pulvermagazin.

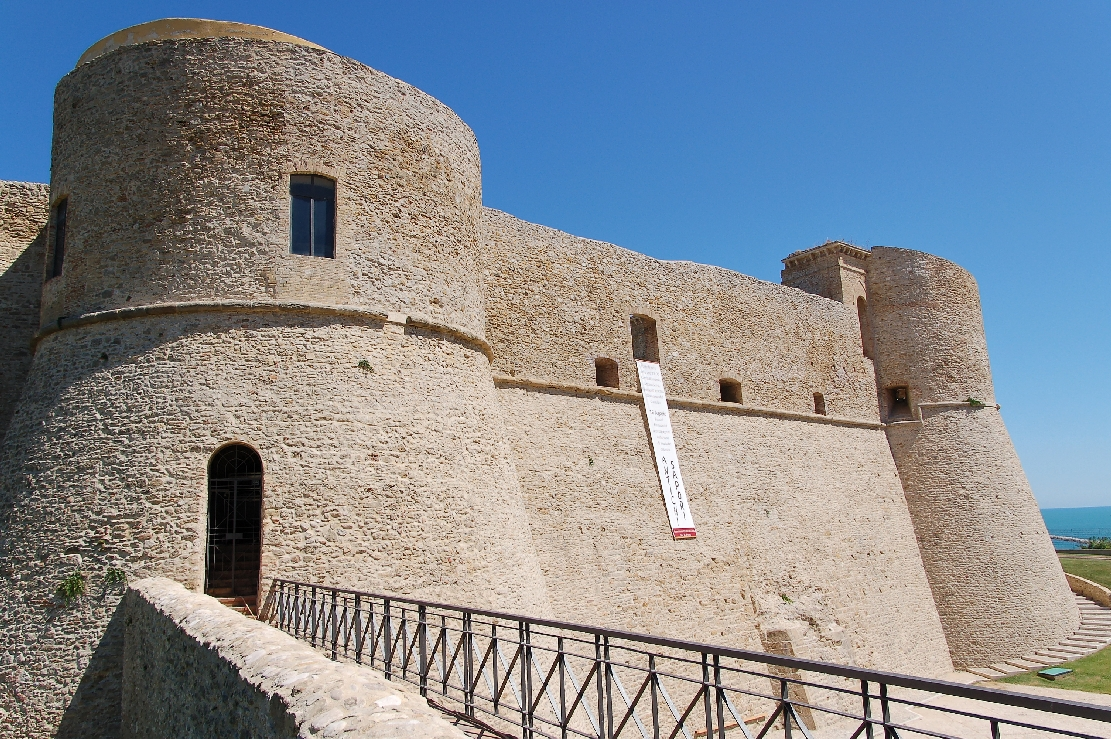
Fassade

1943, während der Schlacht um Ortona, wurde die Burg von deutschen Bomben und US-amerikanischen Granaten getroffen. Das darin gelagerte Schießpulver ließ die Anlage explodieren und so flogen der gesamte obere Teil der Mauern und der Adelspalast in die Luft. Im Jahre 1946 zerstörte ein Erdrutsch fast die Hälfte der Burg, die auf einer Tuffklippe ins Meer hinausragte.
Nach Jahrzehnten des Verfalls wurden 2001 Restaurierungs- und Sicherungsmaßnahmen eingeleitet.

## Beschreibung
Der Grundriss ist nahezu trapezförmig und hat vier Ecktürme in Zylinderform (auch wenn man heute nur noch drei überschauen kann) und eine Kurtine auf einer Hangrutschung. Auf der Westseite stehen Wohnhäuser. Einige Fotos aus dem Beginn des 20. Jahrhunderts, überarbeitet im Kontrollraum der Festung, zeigen den Adelspalast innerhalb der Mauern im Stil des 18. Jahrhunderts.
Heute ist von dem Palast nur noch ein Stück der Umfassungsmauer mit Gesimsverzierungen erhalten. Die Mauern sind angeschrägt mit zwei großen Rundtürmen auf der Seite des Corso Matteotti, von wo man heute in die Anlage eintritt. Die Türme sind typisch für ihre Zeit, weil sie ihre angeschrägte Basis größer ist als der Rest und der mittlere Teil Zylinderform mit Spitzbogenfenstern hat (Die Fenster des westlichen Turms sind allerdings rechteckig). Auf der Westseite gab es noch einen kleineren Turm, ebenfalls zylindrisch und mit Spitzbogenfenstern. Die Pflasterung an der Basis der Eingangsseite mit Bögen in den Mauern der Burg lässt vermuten, dass die Anlage einen Wassergraben hatte.

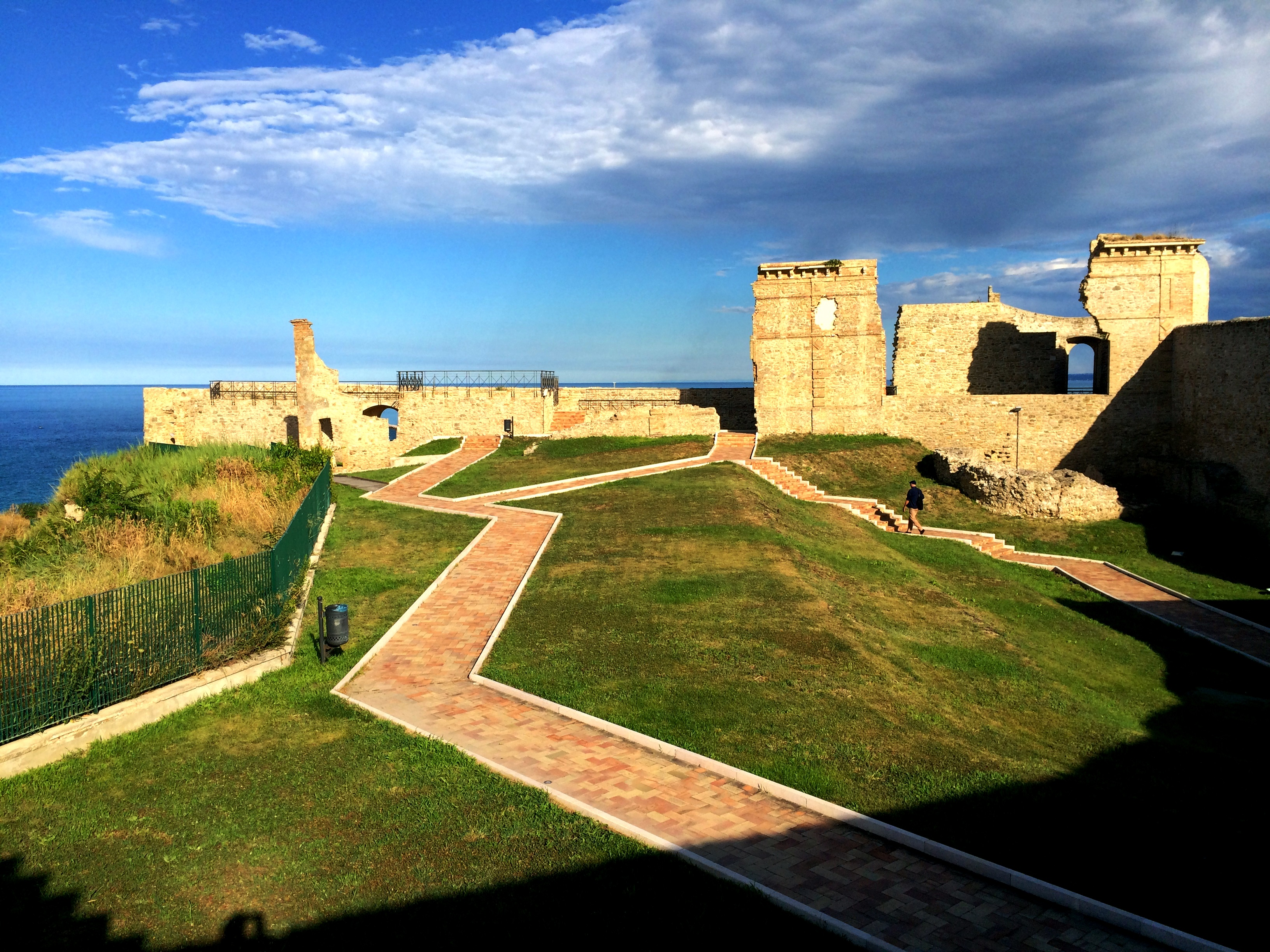
Die Reste des Mauerwerks der Wohngebäude

Das Innere erreicht man durch einen kleinen Garten, der sich entlang der Mauern erstreckt, und über eine Treppe über die Reste des Seitenturms. Die Innenräume sind aufgrund der Kriegszerstörungen nackt und wurden als Garten wiederhergestellt, wobei die Mauern zur Eingangsseite zum Corso Matteotti hin erhalten wurden. Tatsächlich gibt es Treppen, die in die Keller der Burg führen, wogegen eine zweite Treppe in das Museum des Westturms führt: Dort sind Paneele mit historischen Fotos der Burg und Porträts der Adelsfamilien, denen die Anlage gehörte, erhalten.
Der Ostturm ist über einen weiteren Treppenzug zugänglich und innen ist er leer; er dient als Aussicht auf das Panorama.